# Saab-Scania
Saab-Scania AB var en svensk verkstadsindustrikoncern, verksam mellan 1968 och 1995. Saab-Scania bildades 19 december 1968 genom en sammanslagning av Saab AB och Scania-Vabis. Bolaget löstes upp under 1990-talet då personbilsdelen Saab Automobile bildades 1990 och blev en del av General Motors och Scania AB och Saab AB blev självständiga bolag 1995.

## Historia
Familjen Wallenberg hade under slutet av 1960-talet ägarintressen inom både Saab och Scania-Vabis då man ville skapa en svensk storkoncern inom industrin. Saab-Scania bildades 19 december 1968 genom en sammanslagning av Saab AB och fordonstillverkaren Scania-Vabis. Koncernens första VD blev Curt Mileikowsky 1970 och styrelseordförande blev Marcus Wallenberg, Jr. vid starten 1968. Scania-Vabis tillverkning av lastbilar, bussar och dieselmotorer slogs samman med Saabs tillverkning av bilar och utveckling inom försvarsindustri och flygteknik. Vid sammanslagningen bytte officiellt Scania-Vabis namn till endast Scania.

### Koncernstruktur
I samband med sammanslagningen bildades en bildivision där produktion av personbilar, lastbilar och bussar samlades i Linköping som huvudkontor. 1972 delades dock divisionen upp i Scania- och personbilsdivisionen, och Saabs personbilsdel fick nu huvudkontor i Nyköping med Torsten Arnheim som chef. Koncernens vinstrika del var Scaniadivisionen och flygplanstillverkningen hos Saab, medan personbilsdivisionen ofta stod i fokus för sin olönsamhet.
1977 hade koncernen långt gående planer för att slå samman Saabs personbilsdivision med Volvos, men planerna skrinlades efter protester från Saab. Under mitten av 1970-talet befann sig de svenska personbilstillverkarna i svår kris, och ett förslag om en fusion mellan Saab-Scania och Volvo lanserades 1977. Saab-Scanias ledning befarande dock att en fusion skulle innebära att Saab-identiteten skulle försvinna, och VD:n Curt Mileikowsky tog emot fusionsplanerna och förmådde Marcus Wallenberg, Jr. att ge upp idén. Oenigheten kring fusionen ledde dock till att Mileikowsky lämnade posten som VD 1978.

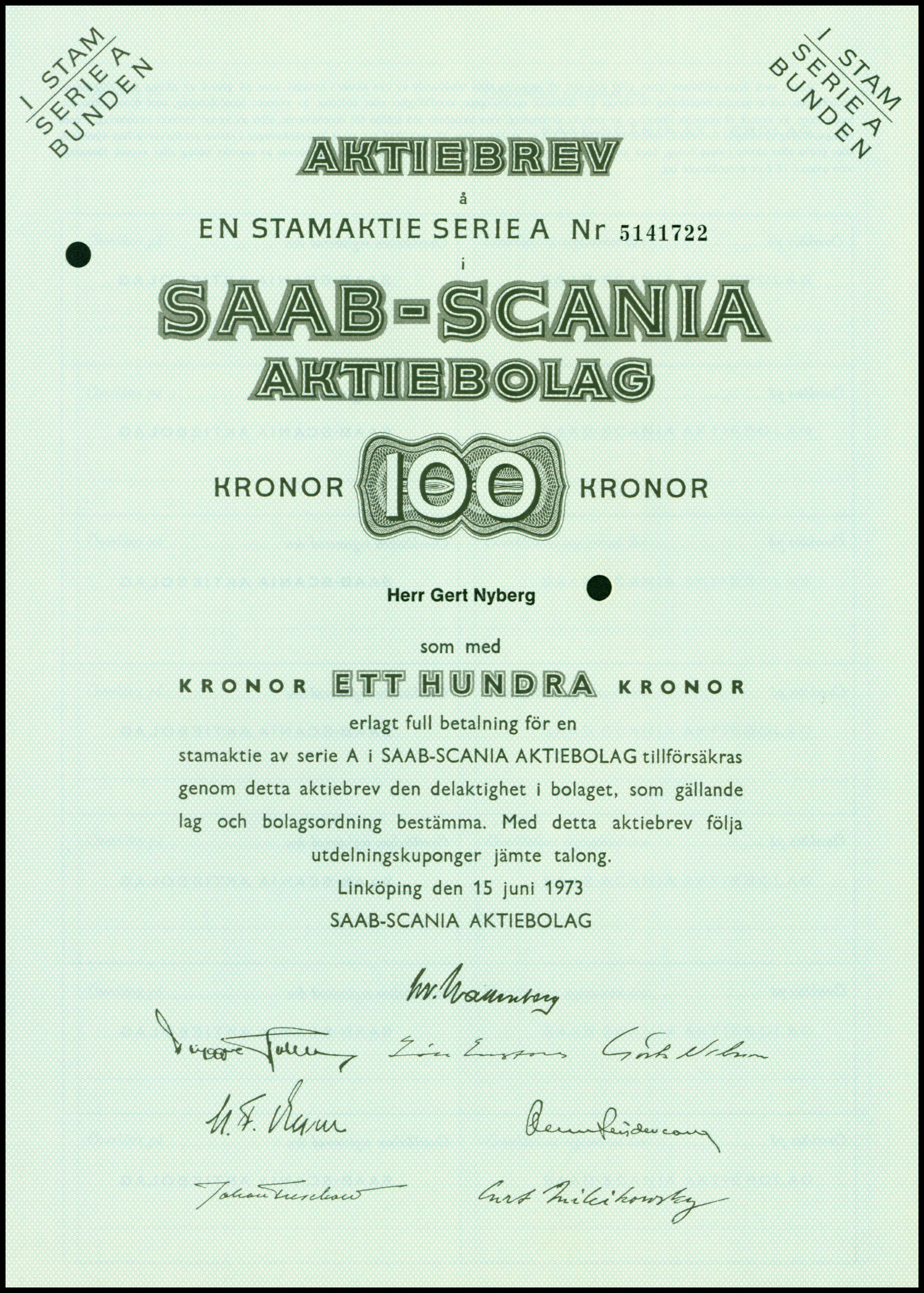
Aktiebrev tillhörande Saab-Scania, utfärdat den 15 juni 1973.

1983 skapades den gemensamma koncernlogotypen med Scaniagripen, designad av Carl Fredrik Reuterswärd, som placerades på Scanias lastbilar och bussar och Saabs personbilar.

### Upplösning
Saabs personbilsdivision blev alltmer problematisk ekonomiskt sett och flera förändringar skedde i slutet av 1980-talet och personbilsverksamheten såldes 1990 till den amerikanska fordonskoncernen General Motors. Detta ledde till att Saab-Scania började delas upp och blev 1995 återigen självständiga företag och Scania lanserades på börsen den 1 april 1996. Dock kvarstår Saab-Scanias grip som ett gemensamt emblem (logotyperna är i övrigt olika) för respektive företag trots att märket historiskt sett tillhör Scania.

## Ledning

### Verkställande direktörer
- Georg Karnsund (1983–1991[6])
- Sten Gustafsson (1978–1983)
- Curt Mileikowsky (1970–1978)

### Styrelseordförande
- Gösta Nilsson (1980–1983)
- Marcus Wallenberg (1968–1980)

## Galleri

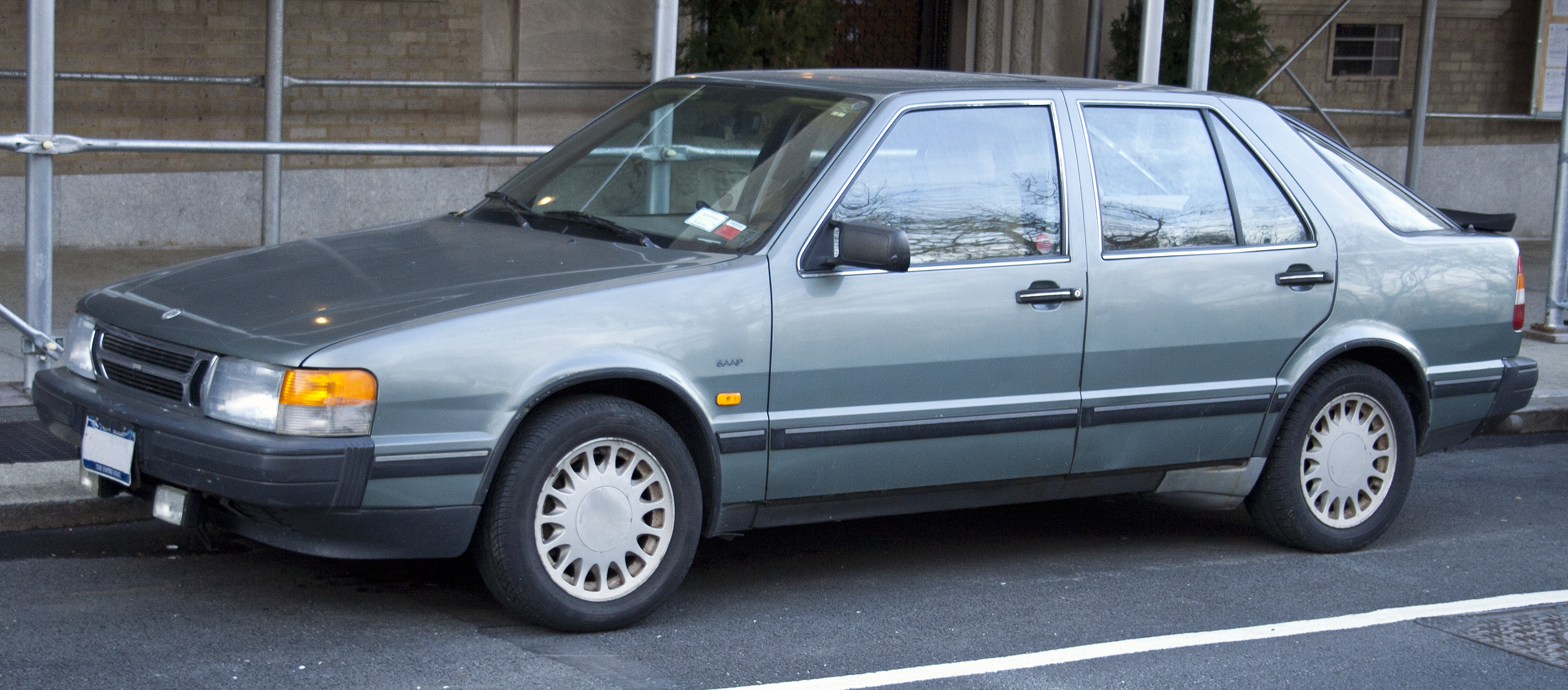
Saab 9000 CC Turbo årsmodell 1988.
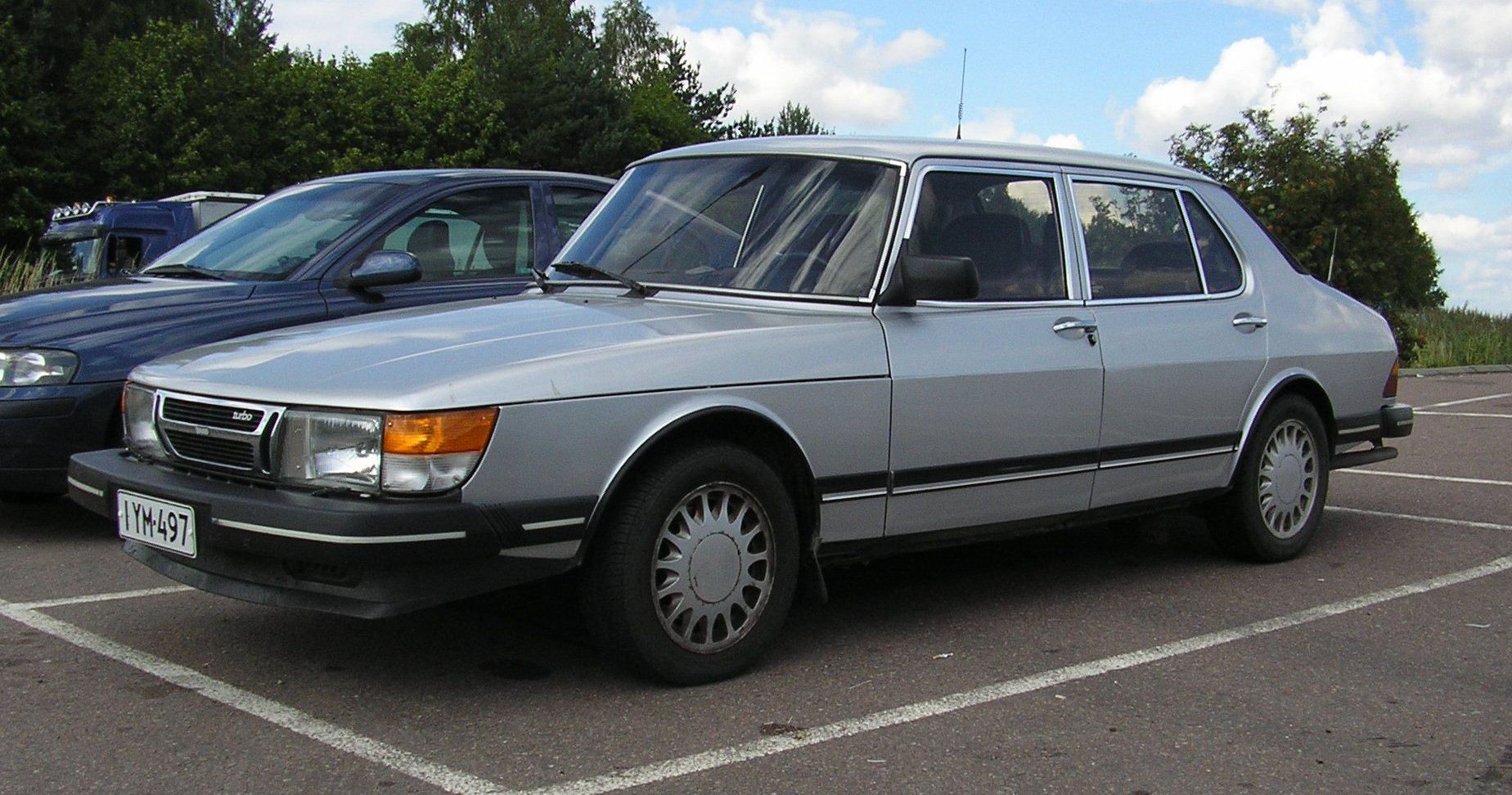
Saab 900 årsmodell 1985 i Mantorp.
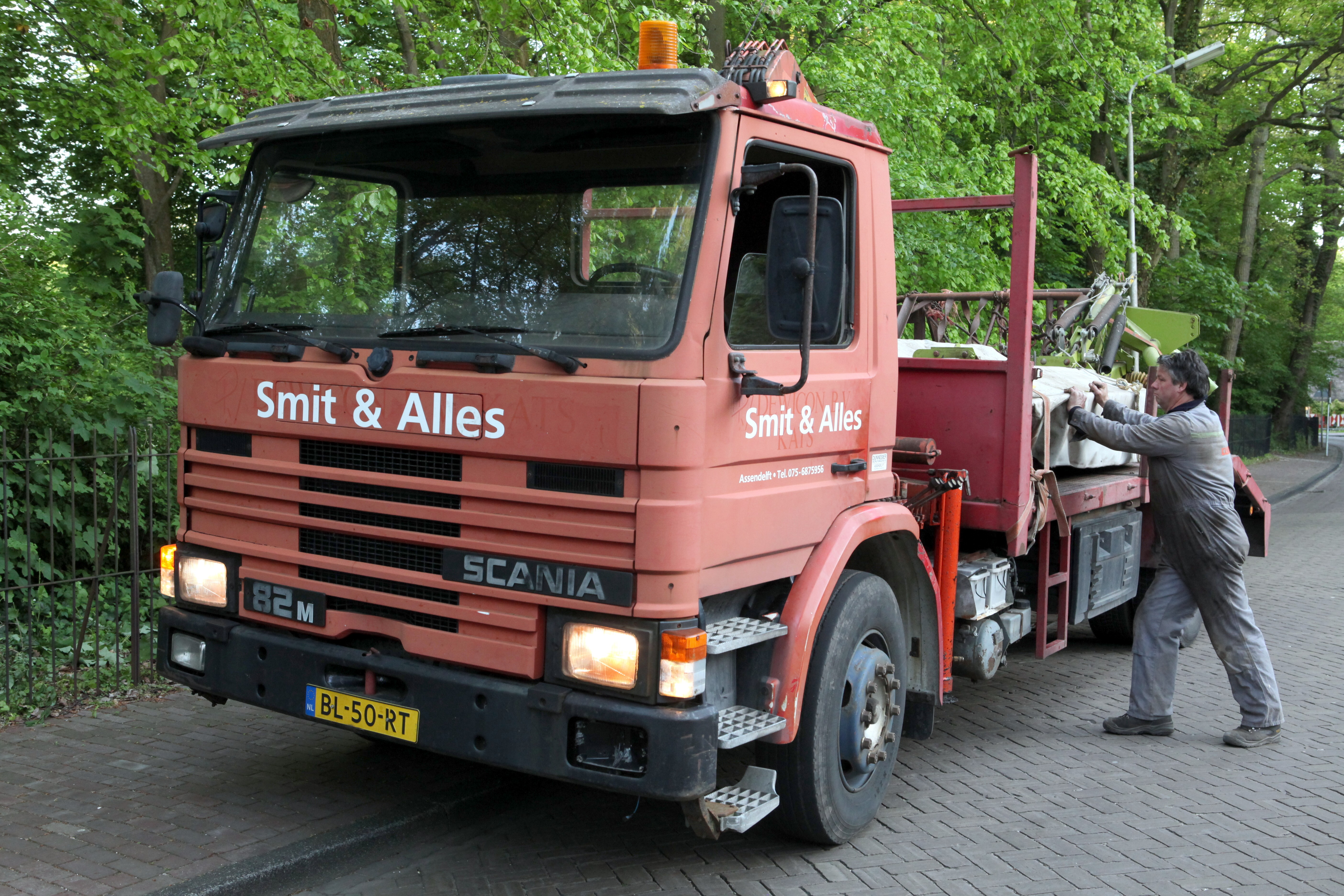
Scania 82M från 1985.
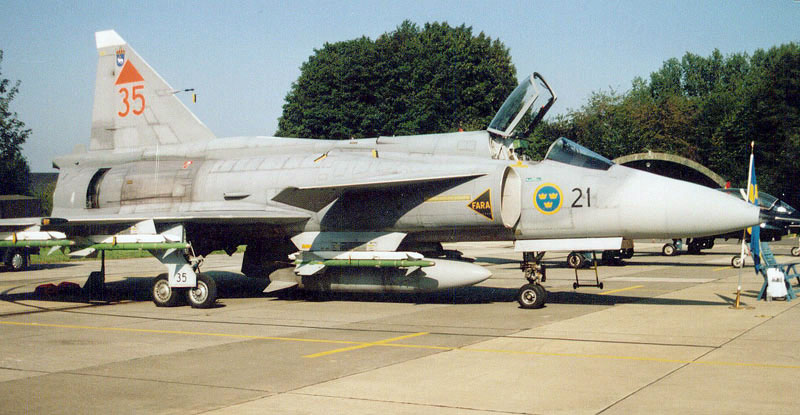
Saab JA 37 Viggen.